# エッジウェア卿の死
『エッジウェア卿の死』（エッジウェアきょうのし、原題：Lord Edgware Dies,米題Thirteen at Dinner）は、1933年に発表されたイギリスの小説家アガサ・クリスティの長編推理小説で、探偵エルキュール・ポアロが登場する、「エルキュール・ポアロ・シリーズ」の作品のひとつである。
ポアロはある女優から貴族の夫との離婚を手助けしてほしいと頼まれるが、その夫はまもなく殺されてしまう。妻にはアリバイがあり、彼女以外にも彼を嫌っていた人物は複数いた。

## あらすじ
ものまねタレントのカーロッタ・アダムズの公演を見物したエルキュール・ポアロは、女優のジェーン・ウィルキンソンに声をかけられる。彼女は夫のエッジウェア卿との離婚を手助けしてほしいという。ポアロはその頼みをきくが、エッジウェア卿がすでに離婚に同意して彼女に了承の手紙を送っていたことを知って驚く。ジェーンはそのような手紙は受け取っていないと言う。翌朝、ジャップ警部はポアロとヘイスティングズに、前夜エッジウェア卿が自宅で首を刺されて殺害されたと知らせる。その夜、エッジウェア卿の執事と秘書はジェーンが夫を訪ねてきたと証言するが、彼女はその晩に別のパーティーに出席しており、パーティーの客も彼女がいたことを認める。ポアロは女優のカーロッタならジェーンになりすますことができたのではないかと連想するが、カーロッタはベロナールの過剰摂取による死体で発見される。
ポアロはいくつかの事実を調べ上げる。ジェーンは現在マートン侯爵と交際しているが、その前には俳優のブライアン・マーティンと付き合っていたことがあり、彼はジェーンのことを悪女だと恨んでいる。カーロッタは鼻眼鏡と謎のメッセージが彫られた金のピルケースを所持していた。エッジウェア卿の甥であるロナルド・マーシュは、エッジウェア卿から小遣いを打ち切られていた。エッジウェア卿が保管していたはずの大量のフラン紙幣が執事のアルトンとともに姿を消していた。カーロッタが生前アメリカにいる姉に手紙を送っていたことを知ったポアロは、その手紙を取り寄せる。電報で送られてきた文面によると、カーロッタは何らかの報酬として1万ドルを受け取ることになっていたという。ポアロは、彼女がジェーンになりすますために雇われたのではないかと疑う。
ジャップはこの手紙を根拠にマーシュを逮捕する。マーシュはカーロッタを雇ったこともエッジウェア卿を殺したことも否定するが、殺人のあった夜、従姉妹のジェラルディンとエッジウェア卿の邸宅に行ったことを認める。そしてジェラルディンが家に入ってマーシュのために何かを取ってくるのを外で待っている間に、マーティンが家に入るのを目撃したと供述する。その後、ポアロはカーロッタから姉への手紙の原本を受け取り、いくつかの奇妙な点を指摘する。ヘイスティングズはジェーンや俳優のドナルド・ロスとともに昼食会に出席し、その席では客たちはトロイのパリスが話題になる。ジェーンは彼らがフランスのパリの話をしていると勘違いしてファッションについて語り始める。前回、殺人当夜のパーティーで彼女の知的な会話を聴いていたロスはジェーンの反応に戸惑い、そのことをヘイスティングズに言う。その後、ロスはポアロにも電話するが、詳しい説明をする前に何者かに刺殺されてしまう。ポアロは推理を巡らせ、劇場を出る群衆から偶然耳にした言葉をきっかけに、ジェーンのメイド、エリスに話を聞く。
容疑者を集めたポアロは、3つの殺人すべての犯人がジェーンであることを明らかにする。彼女がエッジウェア卿を殺した動機は、マートン侯爵が敬虔なカトリック教徒であるため離婚歴のある女性とは結婚しないというものだった。未亡人ならそれは可能なのである。彼女は自分になりすましてパーティーに出席するようカーロッタに頼んでアリバイ工作をすると、その間に夫を殺し、その後口封じのためにカーロッタに大量の睡眠薬ベロナールを飲ませて殺したのだった。二人はパーティーの前と後にホテルで会って衣服を交換していた。カーロッタがパーティーから戻るのを待っている間、ジェーンはカーロッタのハンドバッグの中にまだ投函されていない手紙を発見し、その手紙で言及されていた男を殺人の犯人に仕立て上げるために手紙を改ざんした。ロスが殺されたのは、晩餐会にいたのがジェーンでなかったことに気づいたからである。カーロッタはギリシャ神話に詳しかったため、パーティーの席でついその知識を喋ってしまったが、ジェーンはギリシャ神話に無知だったのだ。
ポアロはこれらの推理に至った理由を明かす。ジェーンは夫の手紙を受け取っていないとポアロに嘘をつき、夫殺しの動機がなかったことをポアロに印象付けた。パーティーに出席していたカーロッタへの電話は、カーロッタのなりすましがまだ発覚していないかを確認するためだった。鼻眼鏡はエリスのもので、ジェーンがカーロッタとホテルで密会するための変装道具に使われた。金のピルケースは殺人の1週間前に作られたものであり、そこに刻まれた日付は偽装だった。これはジェーンが偽名で作らせ、エリスに取りに行かせたのだった。カーロッタの手紙のページの隅はジェーンによって破られ、"she "という単語が "he "に変えられ、カーロッタを雇ったのが男であるかのように偽装された。ポアロは、エッジウェア卿の邸宅に入るのをマーシュに目撃されたのはマーティンではなくアルトンであり、大金を盗み出して別の場所に隠すところだったのだろうと説明する。その後に彼が姿を消したのは、警察が殺人容疑者を探し始めたのでパニックに陥ったためだった。
ジェーンは逮捕され、獄中からポアロに手紙を書き、自分の絞首刑を見に来てくれと言う。その手紙にはポアロに犯罪を暴かれたことへの怒りは感じられず、反省もしていない様子であった。

## 登場人物
- エルキュール・ポアロ - 私立探偵。
- アーサー・ヘイスティングズ - ポアロの友人。
- ジェーン・ウィルキンスン - 女優。
- エッジウェア卿 - ジェーンの夫。厳格なイギリス貴族で美術品のコレクター。
- カーロッタ・アダムズ - 女優。
- ルシー・アダムズ - カーロッタの妹。
- ブライアン・マーティン - 映画俳優。
- ロナルド・マーシュ - エッジウェア卿の甥。
- ジェラルディン・マーシュ - エッジウェア卿の先妻の娘。
- キャロル - エッジウェア卿の秘書。
- ジェニー・ドライヴァー - カーロッタの友人。
- ドナルド・ロス - パーティにいた男。
- マートン侯爵 - 若い貴族。
- マートン侯爵夫人 - 侯爵の母。
- エリス - ジェーンの召使。
- アルトン - エッジウェア卿の使用人。
- ジャップ - 警部。

## 出版
- 日本語訳は、他に『E男爵の死』『晩餐会の13人』の題名での出版もある。

| 題名                   | 出版社             | 文庫名                                     | 訳者     | 巻末                                    | カバーデザイン                         | 初版年月日    | ページ数 | ISBN          | 備考 |
| ---------------------- | ------------------ | ------------------------------------------ | -------- | --------------------------------------- | -------------------------------------- | ------------- | -------- | ------------- | ---- |
| エッジウェア卿の死     | 早川書房           | 世界探偵小説全集190                        | 福島正実 | 解説 福島正実 クリスティーについて      |                                        | 1955年4月15日 | 255      |               | 絶版 |
| E男爵の死              | 大日本雄弁会講談社 | クリスチー探偵小説集 : ポワロ探偵シリーズ5 | 松本恵子 |                                         |                                        | 1956年2月     | 274      |               | 絶版 |
| 晩餐会の13人           | 東京創元社         | 創元推理文庫105-23                         | 厚木淳   | 訳者あとがき                            | 装画：ひらいたかこ 装幀：小倉敏夫 ほか | 1975年7月11日 | 354      | 4-488-10523-5 |      |
| エッジウェア卿の死     | 早川書房           | ハヤカワ・ミステリ文庫1-50                 | 福島正実 | アガサ・クリスティー 長篇著作リスト     | 真鍋博                                 | 1979年7月31日 | 339      | 4-15-070050-8 | 絶版 |
| エッジウェア卿殺人事件 | 新潮社             | 新潮文庫ク-3-16                            | 蕗沢忠枝 | 解説 蕗沢忠枝                           | 野中昇                                 | 1990年4月     | 401      | 4-10-213517-0 | 絶版 |
| エッジウェア卿の死     | 早川書房           | クリスティー文庫7                          | 福島正実 | 「『エッジウェア卿の死』配役」 高橋葉介 | Hayakawa Design                        | 2004年7月15日 | 460      | 4-15-130007-4 |      |

児童書
| 題名                             | 出版社 | 文庫名                                    | 訳者     | 巻末 | カバーデザイン | 初版年月日 | ページ数 | ISBN | 備考 |
| -------------------------------- | ------ | ----------------------------------------- | -------- | ---- | -------------- | ---------- | -------- | ---- | ---- |
| すりかえられた顔・金の小箱のなぞ | 高文社 | ミステリダイジェストシリーズ:ジュニア版 2 | 福島正実 |      |                | 1963年     |          |      | 絶版 |